# Campeonato Argentino 1922
El Campeonato Argentino 1922  constituyó la tercera edición de dicha competición oficial organizada por la Asociación Amateur de Football.
Contó con la participación de 10 equipos, todos seleccionados representantes de ligas y/o provincias del país. Se disputó entre los días 7 y 15 de octubre en el Gran Buenos Aires. Por primera vez, la Asociación Amateurs de Football participó con 2 equipos.
Consagró campeón por tercera vez a la Asociación Amateurs de Football, por primera vez por medio de su seleccionado de la ciudad de Buenos Aires, al imponerse en la final por 4 a 0 ante el seleccionado de la Federación Cordobesa de Football.

## Sistema de disputa
Los participantes fueron divididos en 2 grupos de 5 equipos, en cada grupo se enfrentaron entre sí bajo el sistema de todos contra todos a única rueda. El mejor posicionado de cada grupo accedió a la final, donde se definió al campeón.

## Equipos participantes
En cursiva los equipos debutantes.
| Equipo                           | Liga                             |
| -------------------------------- | -------------------------------- |
| Buenos Aires                     | Asociación Amateurs de Football  |
| Provincia de Buenos Aires        | Asociación Amateurs de Football  |
| Provincia de Córdoba             | Federación Cordobesa de Football |
| Provincia de Corrientes          | Liga Correntina de Football      |
| Provincia de Mendoza             | Liga Mendocina de Football       |
| Provincia de Salta               | Liga Salteña de Football         |
| Provincia de Santa Fe            |                                  |
| Provincia de Santiago del Estero | Liga Cultural de Football        |
| Provincia de Tucumán             | Federación Tucumana de Football  |
| Territorio nacional del Chaco    |                                  |

## Fase de grupos

### Grupo A

#### Tabla de posiciones
| Pos. | Equipo                       | Pts. | J | G | E | P | GF | GC | GC  |
| ---- | ---------------------------- | ---- | - | - | - | - | -- | -- | --- |
| 1.°  | Buenos Aires                 | 8    | 4 | 4 | 0 | 0 | 15 | 4  | 11  |
| 2.°  | Prov. de Santa Fe            | 6    | 4 | 3 | 0 | 1 | 14 | 5  | 9   |
| 3.°  | Prov. de Mendoza             | 4    | 4 | 2 | 0 | 2 | 10 | 11 | -1  |
| 4.°  | Prov. de Santiago del Estero | 2    | 4 | 1 | 0 | 3 | 11 | 18 | -7  |
| 5.°  | Prov. de Salta               | 0    | 4 | 0 | 0 | 4 | 5  | 17 | -12 |

|  | Clasificó a la final. |

#### Resultados
| Fecha 1                      | Fecha 1   | Fecha 1          | Fecha 1                           | Fecha 1      |
| Local                        | Resultado | visita           | Estadio                           | Fecha        |
| ---------------------------- | --------- | ---------------- | --------------------------------- | ------------ |
| Buenos Aires                 | 4 - 0     | Prov. de Mendoza | Estadio de San Lorenzo de Almagro | 7 de octubre |
| Prov. de Santiago del Estero | 4 - 3     | Prov. de Salta   | Estadio de River Plate            | 7 de octubre |
| Libre: Prov. de Santa Fe     |           |                  |                                   |              |

| Fecha 2               | Fecha 2   | Fecha 2                      | Fecha 2                       | Fecha 2      |
| Local                 | Resultado | visita                       | Estadio                       | Fecha        |
| --------------------- | --------- | ---------------------------- | ----------------------------- | ------------ |
| Prov. de Santa Fe     | 3 - 1     | Prov. de Mendoza             | Estadio de Racing             | 8 de octubre |
| Buenos Aires          | 3 - 2     | Prov. de Santiago del Estero | Estadio de Gimnasia y Esgrima | 8 de octubre |
| Libre: Prov. de Salta |           |                              |                               |              |

| Fecha 3                 | Fecha 3   | Fecha 3                      | Fecha 3                       | Fecha 3       |
| Local                   | Resultado | visita                       | Estadio                       | Fecha         |
| ----------------------- | --------- | ---------------------------- | ----------------------------- | ------------- |
| Buenos Aires            | 6 - 1     | Prov. de Salta               | Estadio de Gimnasia y Esgrima | 10 de octubre |
| Prov. de Santa Fe       | 7 - 2     | Prov. de Santiago del Estero | Estadio de Gimnasia y Esgrima | 10 de octubre |
| Libre: Prov. de Mendoza |           |                              |                               |               |

| Fecha 4                             | Fecha 4   | Fecha 4           | Fecha 4                           | Fecha 4       |
| Local                               | Resultado | visita            | Estadio                           | Fecha         |
| ----------------------------------- | --------- | ----------------- | --------------------------------- | ------------- |
| Prov. de Mendoza                    | 3 - 1     | Prov. de Salta    | Estadio de Gimnasia y Esgrima     | 12 de octubre |
| Buenos Aires                        | 2 - 0     | Prov. de Santa Fe | Estadio de San Lorenzo de Almagro | 12 de octubre |
| Libre: Prov. de Santiago del Estero |           |                   |                                   |               |

| Fecha 5             | Fecha 5   | Fecha 5                      | Fecha 5                       | Fecha 5       |
| Local               | Resultado | visita                       | Estadio                       | Fecha         |
| ------------------- | --------- | ---------------------------- | ----------------------------- | ------------- |
| Prov. de Santa Fe   | 4 - 0     | Prov. de Salta               | Estadio de Gimnasia y Esgrima | 14 de octubre |
| Prov. de Mendoza    | 5 - 3     | Prov. de Santiago del Estero | Estadio de Gimnasia y Esgrima | 14 de octubre |
| Libre: Buenos Aires |           |                              |                               |               |

### Grupo B

#### Tabla de posiciones
| Pos. | Equipo                | Pts. | J | G | E | P | GF | GC | GC |
| ---- | --------------------- | ---- | - | - | - | - | -- | -- | -- |
| 1.°  | Prov. de Córdoba      | 7    | 4 | 3 | 1 | 0 | 9  | 3  | 6  |
| 2.°  | Prov. de Buenos Aires | 6    | 4 | 2 | 2 | 0 | 7  | 2  | 5  |
| 3.°  | Prov. de Tucumán      | 4    | 4 | 2 | 0 | 2 | 6  | 6  | 0  |
| 4.°  | Prov. de Corrientes   | 2    | 4 | 1 | 0 | 3 | 7  | 10 | -3 |
| 5.°  | Terr. del Chaco       | 1    | 4 | 0 | 1 | 3 | 4  | 12 | -8 |

|  | Clasificó a la final. |

#### Resultados
| Fecha 1                 | Fecha 1   | Fecha 1             | Fecha 1                           | Fecha 1      |
| Local                   | Resultado | visita              | Estadio                           | Fecha        |
| ----------------------- | --------- | ------------------- | --------------------------------- | ------------ |
| Prov. de Tucumán        | 3 - 1     | Terr. del Chaco     | Estadio de San Lorenzo de Almagro | 7 de octubre |
| Prov. de Buenos Aires   | 4 - 0     | Prov. de Corrientes | Estadio de River Plate            | 7 de octubre |
| Libre: Prov. de Córdoba |           |                     |                                   |              |

| Fecha 2                | Fecha 2   | Fecha 2             | Fecha 2                       | Fecha 2      |
| Local                  | Resultado | visita              | Estadio                       | Fecha        |
| ---------------------- | --------- | ------------------- | ----------------------------- | ------------ |
| Prov. de Córdoba       | 3 - 2     | Prov. de Corrientes | Estadio de Gimnasia y Esgrima | 8 de octubre |
| Prov. de Buenos Aires  | 2 - 1     | Prov. de Tucumán    | Estadio de Racing             | 8 de octubre |
| Libre: Terr. del Chaco |           |                     |                               |              |

| Fecha 3                    | Fecha 3   | Fecha 3          | Fecha 3                | Fecha 3       |
| Local                      | Resultado | visita           | Estadio                | Fecha         |
| -------------------------- | --------- | ---------------- | ---------------------- | ------------- |
| Prov. de Buenos Aires      | 1 - 1     | Terr. del Chaco  | Estadio de River Plate | 10 de octubre |
| Prov. de Córdoba           | 2 - 0     | Prov. de Tucumán | Estadio de River Plate | 10 de octubre |
| Libre: Prov. de Corrientes |           |                  |                        |               |

## Final
| 15 de octubre | Buenos Aires                | 4:0 | Prov. de Córdoba | Estadio de Gimnasia y Esgrima, Buenos Aires |  |
|               | Duarte · Martínez · Matozzi |     |                  |                                             |  |

|                                  |
|                                  |
| Campeón Buenos Aires 3.er título |

## Estadísticas
| Pos. | Equipo                       | Pts. | J | G | E | P | GF | GC | DG  |
| ---- | ---------------------------- | ---- | - | - | - | - | -- | -- | --- |
| 1.°  | Buenos Aires                 | 10   | 5 | 5 | 0 | 0 | 19 | 4  | 15  |
| 2.°  | Prov. de Córdoba             | 7    | 5 | 3 | 1 | 1 | 9  | 7  | 2   |
| 3.°  | Prov. de Santa Fe            | 6    | 4 | 3 | 0 | 1 | 14 | 5  | 9   |
| 4.°  | Prov. de Buenos Aires        | 6    | 4 | 2 | 2 | 0 | 7  | 2  | 5   |
| 5.°  | Prov. de Tucumán             | 4    | 4 | 2 | 0 | 2 | 6  | 6  | 0   |
| 6.°  | Prov. de Mendoza             | 4    | 4 | 2 | 0 | 2 | 10 | 11 | -1  |
| 7.°  | Prov. de Corrientes          | 2    | 4 | 1 | 0 | 3 | 7  | 10 | -3  |
| 8.°  | Prov. de Santiago del Estero | 2    | 4 | 1 | 0 | 3 | 11 | 18 | -7  |
| 9.°  | Terr. del Chaco              | 1    | 4 | 0 | 1 | 3 | 4  | 12 | -8  |
| 10.° | Prov. de Salta               | 0    | 4 | 0 | 0 | 4 | 5  | 17 | -12 |